# Soay (St Kilda)
Soay (gael. Soaigh) – niezamieszkana wyspa w archipelagu St Kilda na północy Oceanu Atlantyckiego. Wyspa wraz z całym archipelagiem jest częścią światowego dziedzictwa UNESCO oraz domem prymitywnej rasy owiec. To najbardziej wysunięta na zachód część Szkocji.

## Geografia
Soay leży ok. 64 km (40 mil) na północny zachód od North Uist, ok. 2 km (3,2 mili) na północny zachód od Hirty – największej wyspy archipelagu, od której oddzielona jest wąską cieśniną Sound of Soay. Wyspę otaczają dwie kolumny: Soay Stac (61 m) oraz Stac Biorach (73 m). W pobliżu znajduje się także Powierzchnia Soay wynosi 96,8 hektarów, najwyższym wzniesieniem jest Cnoc Glas wyrastający prosto z wody (378 m n.p.m.). Znajduje się tam także wybrzeże Gob Phursan.
Wyspa uformowana jest z brekcji gabro i dolerytów.
Wraz z resztą archipelagu Soay należy do National Trust for Scotland. Najprawdopodobniej nigdy nie była zamieszkana. Ludzie z Hirty pojawiali się tu tylko na strzyżenie owiec.

## Przyroda
Zdziczała wtórnie owca rasy Soay jest najbardziej prymitywnym z udomowionych w Europie zwierząt, niezmienionym od czasów neolitu. Na wyspie po raz pierwszy pojawiła się ok. 5000 p.n.e., a zdaniem innych, z wikingami w IX lub X wieku n.e. Obecnie zwierzęta te żyją na wolności również na Hircie.
Otaczające wyspę klify są doskonałym miejscem do gniazdowania dla morusów, fulmarów, nawałnikowatych, burzyków popielatych, alk, wydrzyków wielkich oraz nawałników dużych i maskonurów.

## Galeria

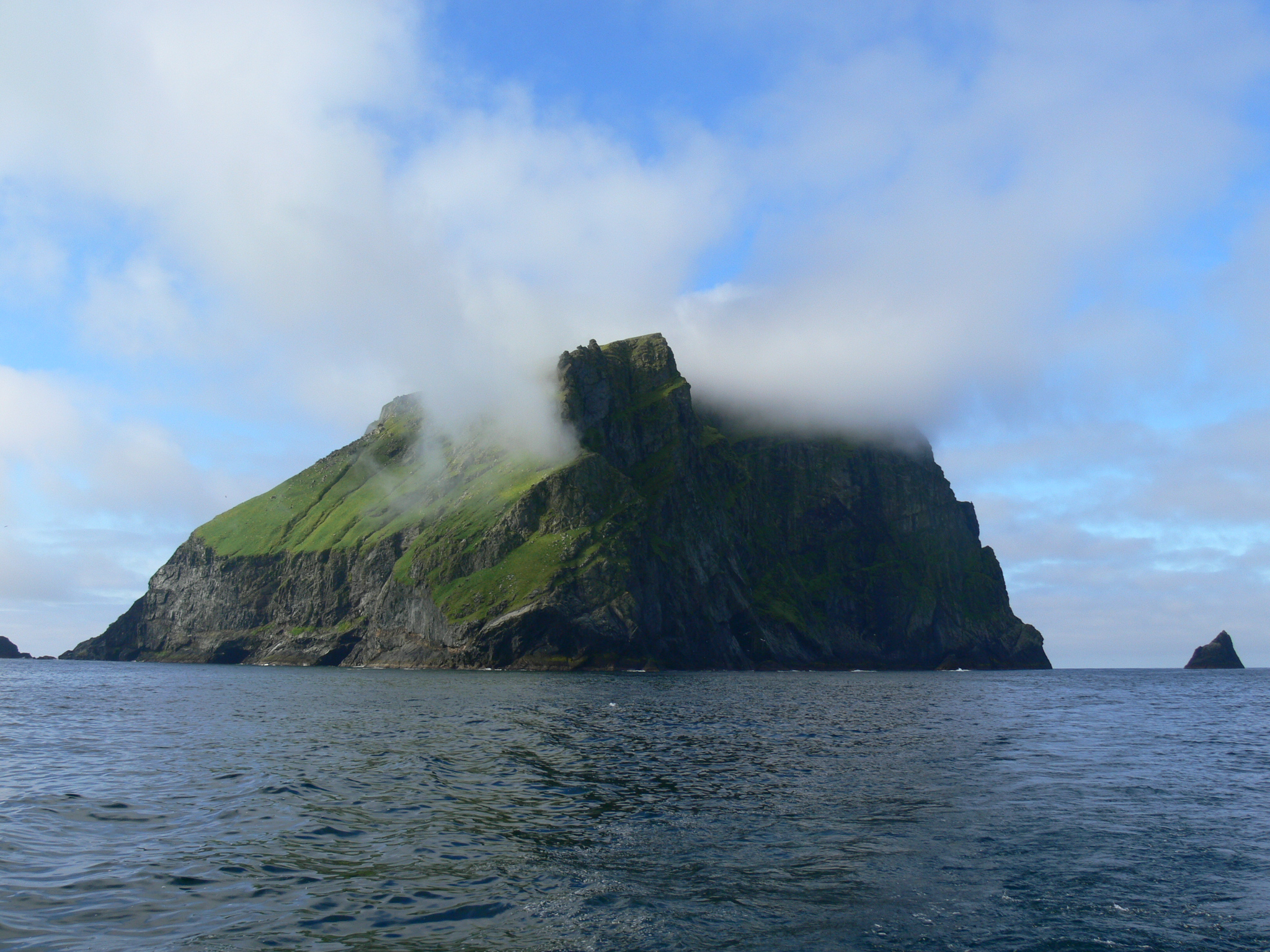
Soay we mgle
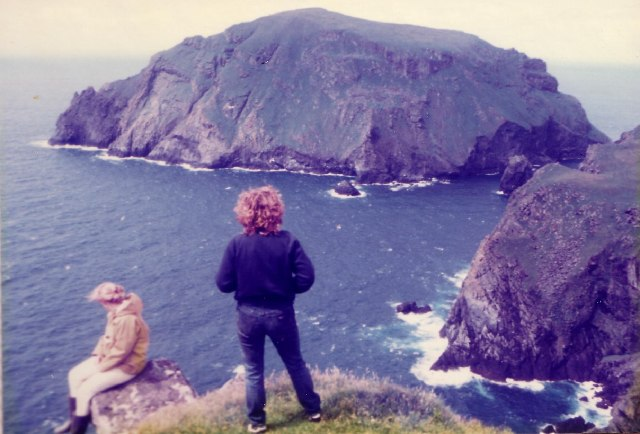
Soay, widziana z wyspy Hirta
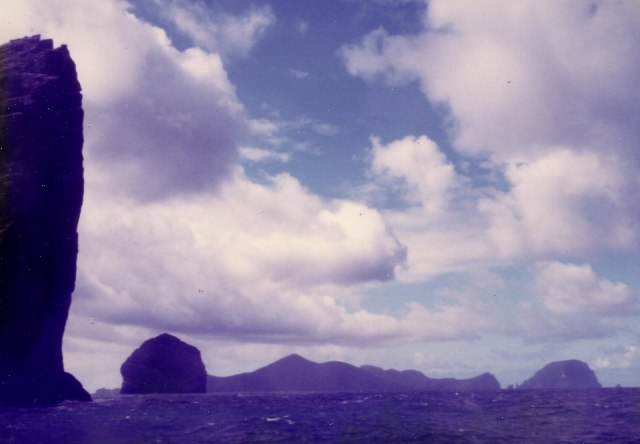
Soay i Hirta ze Stac an Armin
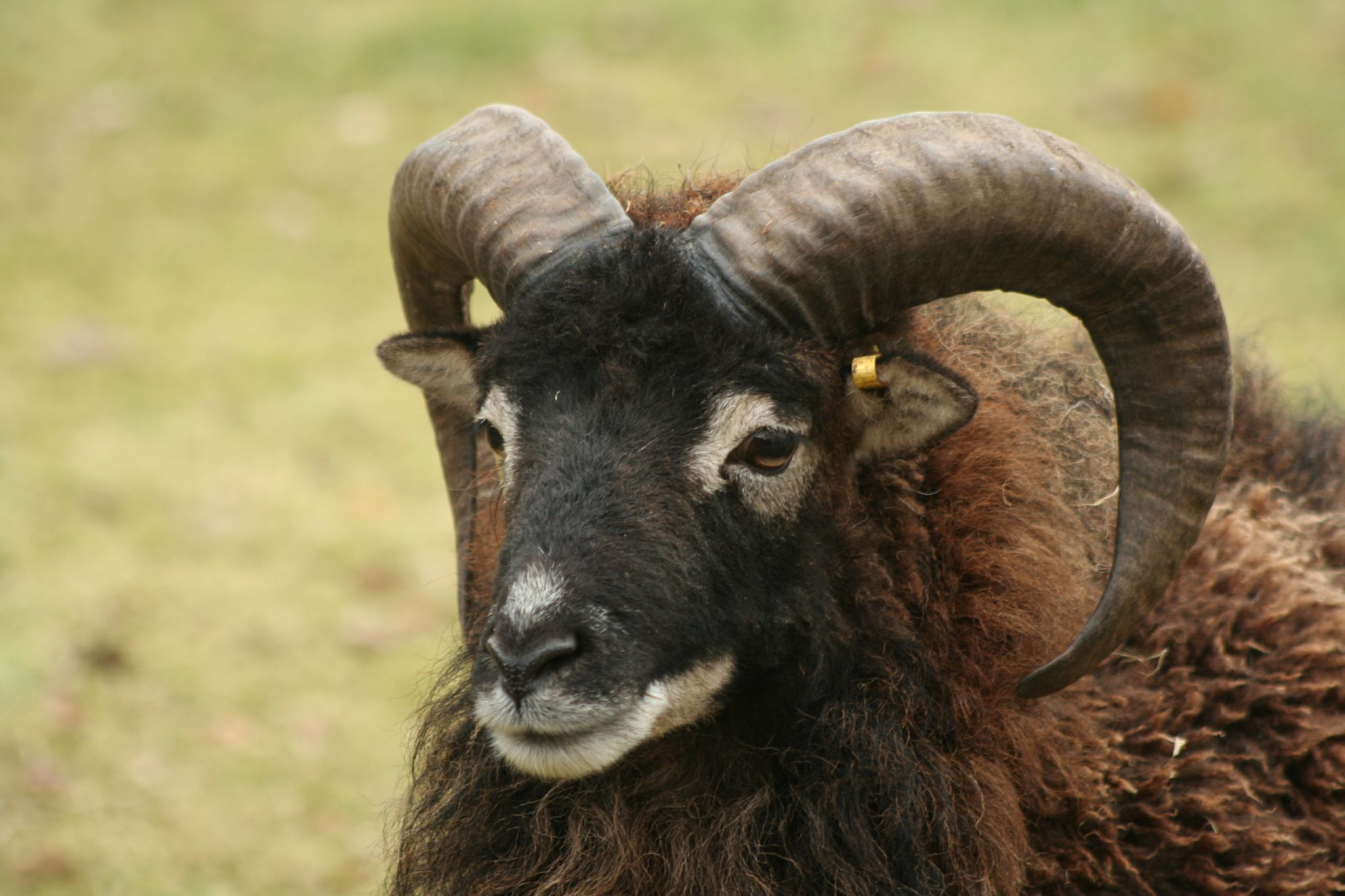
baran Soay